# Otto Wolken
Otto Wolken (* 27. April 1903 in Wien, Österreich-Ungarn; † 1. Februar 1975 in Wien) war ein österreichischer Arzt und Sozialist, der als Häftlingsarzt im KZ Auschwitz-Birkenau arbeiten musste und Krankheiten sowie Todesursachen seiner Mithäftlinge dokumentierte. Der Auschwitzüberlebende sagte später als Zeuge über die NS-Verbrechen und  Lagerverhältnisse im ersten Frankfurter Auschwitzprozess aus.

## Leben
Otto Wolken war der Sohn jüdischer Zuwanderer aus Lemberg und wuchs in Wien auf. Sein Vater war Vorsteherstellvertreter der Wiener Photographengenossenschaft. An der Universität Wien absolvierte er ein Medizinstudium und wurde dort im Februar 1931 zum Dr. med. promoviert. Ab Anfang März 1931 war er in Niederösterreich zunächst zwei Jahre am Hospital in Sankt Pölten beschäftigt und danach ab März 1933 als Allgemeinmediziner in Pyhra beziehungsweise ab Anfang November 1933 in Traisen tätig.
Wolken war Mitglied der Sozialdemokratischen Partei Österreichs und engagierte sich als Schutzbundarzt. Wenige Wochen nach dem „Anschluss“ Österreichs an das nationalsozialistische Deutsche Reich wurde Wolken durch die Gestapo verhaftet und inhaftiert. 1940 wurde Wolken aus politischen Gründen durch die Universität Wien der Doktorgrad entzogen, 2008 posthum wieder zuerkannt bzw. die Aberkennung für nichtig erklärt.
Nach Gefängnis- und Lageraufenthalten, unter anderem auch zwei Jahre im KZ Zweibrücken, wurde Wolken am 9. Juli 1943 in das KZ Auschwitz-Birkenau deportiert. Nur durch Zufall und aufgrund seines Arztberufes entging Wolken bei der Eingangsselektion der Vergasung. Nach dem Erhalt der Häftlingsnummer 128.828 wurde er bald darauf als Häftlingsarzt im Männer-Quarantänelager des Konzentrationslagers Auschwitz-Birkenau eingesetzt. Ohne ausreichende Medikamente, mit unzureichend qualifizierten Häftlingspflegern und unter schwierigsten hygienischen Bedingungen arbeitete er im dortigen Häftlingskrankenbau. Er fertigte Aufzeichnungen über die Lebens- und Krankheitsbedingungen der Häftlinge an, die trotz Pflege nach Selektionen durch SS-Angehörige oft der Vergasung zugeführt wurden, und schuf so eine Dokumentation über deren Mortalität und Morbidität. Diese konspirativ geführte „Chronik des Quarantänelagers Birkenau“ war später ein wichtiges Beweismittel für die Konzentrationslagerverbrechen. Nach der Räumung des KZ Auschwitz ab dem 17. Januar 1945 konnte sich Wolken unter schwierigen Umständen im Lager verbergen und so den Todesmärschen entgehen. Er kümmerte sich um die zurückgelassenen Häftlinge in seinem Block, versorgte sie ärztlich und organisierte Lebensmittel, um möglichst vielen das Überleben zu sichern. In Auschwitz-Birkenau erlebte er schließlich die Befreiung des Lagers durch die Rote Armee am 27. Januar 1945. Mit der in Krakau ansässigen polnischen Hauptkommission zur Untersuchung der deutschen Verbrechen arbeitete Wolken nach der Befreiung des Lagers unverzüglich zusammen. Seine Chronik und Aussagen bildeten in mehreren Auschwitzverfahren Grundlagen für die Anklage. Auch im Nürnberger Prozess gegen die Hauptkriegsverbrecher wurden seine Berichte herangezogen.

## Nach Kriegsende
Wolken kehrte 1945 nach Wien zurück, war Mitarbeiter des im August des Jahres unter Beteiligung der Stadt Wien geschaffenen Internationalen Komitees für durchreisende jüdische KZ-ler und Flüchtlinge (IK). Durch seine Tätigkeit für das Landesfürsorgekomitee für ungarische Deportierte (Sitz: Palais Strudelhof) wurde Wolken dem zweiten Engerau-Prozess beigezogen. Des Weiteren war Wolken initiativ beteiligt am Wiederaufbau der Israelitischen Kultusgemeinde Wien (IKG). Für die IKG in Wien fungierte er als Gesundheitsreferent und langjährig als Vorstandsmitglied. Zudem war er 1958/59 Vizepräsident der IKG. Nach Kriegsende war er zeitweise Chefarzt des Rothschildhospitals. Schließlich nahm er seine Tätigkeit als Arzt in Wien wieder auf. Er fungierte als Bundesvorstandsmitglied der SPÖ-Opferorganisation „Bund sozialistischer Freiheitskämpfer und Opfer des Faschismus“. Als erster von 357 Zeugen wurde Wolken bei dem ersten Frankfurter Auschwitzprozess vernommen. Wolken starb im Februar 1975.

## Schriften
- Die Befreiung von Auschwitz-Birkenau. Hamburger Institut für Sozialforschung (Hrsg.): Die Auschwitz-Hefte, 2; Hamburg 1994 ISBN 3-8077-0282-2.
- Chronik des Quarantänelagers Birkenau, in Hans Günther Adler, Hermann Langbein, Ella Lingens-Reiner Hgg.: Auschwitz. Zeugnisse und Berichte. 2. rev. Aufl. Europäische Verlagsanstalt EVA, Köln 1979 (Erstaufl.: 1962) ISBN 3434004114.
  - 6. Aufl., mit Vorwort zur Editionsgeschichte von Katharina Stengel: Schriftenreihe 1520. Bundeszentrale für politische Bildung BpB, Bonn 2014 ISBN 9783838905204 S. 111–123.